# 三叶蝶豆
三叶蝶豆（学名：Clitoria mariana）为豆科蝶豆属的植物。分布在老挝、越南、印度、缅甸、北美洲以及中国大陆的云南、广西等地，生长于海拔1,000米至2,000米的地区，多生在山坡路旁灌丛以及疏林中，目前尚未由人工引种栽培。

## 别名
三叶蝴蝶花豆（中国主要植物图说）